# Carlos Carbonero
Carlos Mario Carbonero Mancilla (Bogotá, 1990. július 25. –) kolumbiai válogatott labdarúgó, jelenleg a River Plate játékosa.

## Pályafutása
Carbonero az Academiában kezdte pályafutását, majd az Atlético Huila és az Once Caldas csapatához került. 2011-ben aláírt az Estudianteshez, ahol 2012-ben szerepelt a Copa Libertadoresben. A 2011–12-es argentin Clausurát megnyerte az Arsenal de Sarandí csapatával és a Szuperkupa döntőjét követően is ünnepelhetett, annak ellenére, hogy a Boca Juniors elleni büntetőpárbajban a saját lövését elhibázta. 2013-ban a River Plate szerződtette, 2015 augusztusában pedig kölcsönbe az olasz Sampdoriához került.

### A válogatottban
A kolumbiai válogatottban 2011-ben mutatkozott be, részt vett a 2014-es labdarúgó-világbajnokságon, ahol egy félidőt játszott a Japán elleni csoportmérkőzésen.

## Sikerei, díjai
Arsenal de Sarandi
- Argentin bajnok (1): 2012 (Clausura)
- Argentin szuperkupagyőztes (1): 2012

River Plate
- Argentin bajnok (1): 2014 (Torneo Final)
- Argentin superfinal győztes (1): 2014